# André Dias
André Gonçalves Dias (*São Bernardo do Campo, Brasil, 15 de mayo de 1979), futbolista brasilero. Juega de defensa y su primer equipo fue Paraná Clube.

## Clubes
| Club         | País   | Año         |
| ------------ | ------ | ----------- |
| Paraná Clube | Brasil | 1999 - 2000 |
| CR Flamengo  | Brasil | 2000 - 2003 |
| Paysandu SC  | Brasil | 2003        |
| Goiás EC     | Brasil | 2004 - 2005 |
| São Paulo FC | Brasil | 2006 - 2010 |
| SS Lazio     | Italia | 2010 - 2014 |

- Datos: Q2847888
- Multimedia: André Gonçalves Dias / Q2847888